# Sphecomorpha vespiventris
Sphecomorpha vespiventris là một loài bọ cánh cứng trong họ Cerambycidae.